# Iwan Stepanowitsch Konew

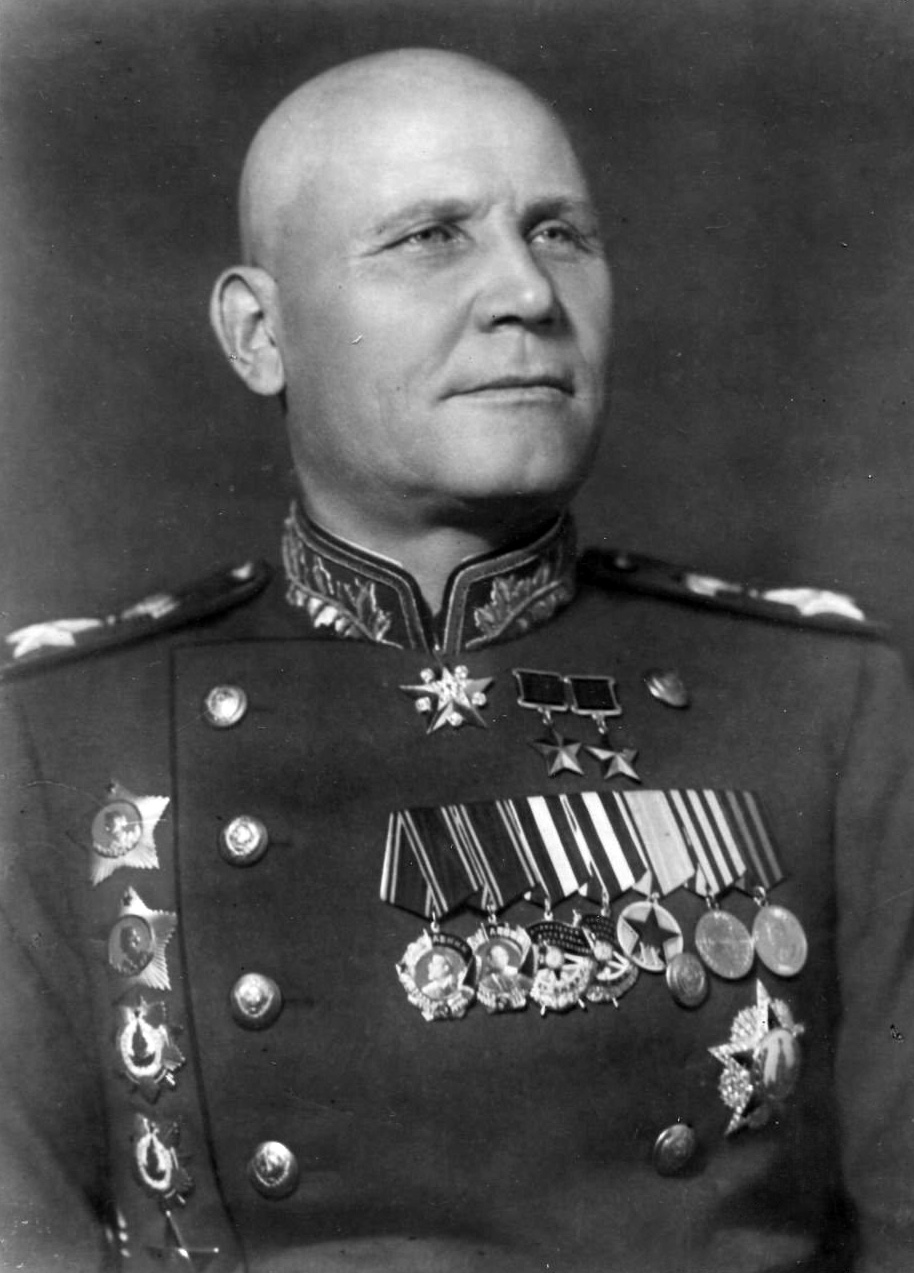
Konew als Marschall der Sowjetunion (1945)

Iwan Stepanowitsch Konew (russisch Ива́н Степа́нович Ко́нев, wissenschaftliche Transliteration Ivan Stepanovič Konev, in der Sekundärliteratur teilweise Konjew; * 16. Dezemberjul. / 28. Dezember 1897greg. in Lodeino, Gouvernement Wologda, Russisches Kaiserreich, heute Oblast Kirow, Russland; † 21. Mai 1973 in Moskau) war ein sowjetischer General im Zweiten Weltkrieg, ab dem 20. Februar 1944 Marschall der Sowjetunion.

## Leben
Konew stammte aus einer bäuerlichen Familie und wuchs in dem Dorf Lodeino in der Provinz Wologda (bei Podossinowez in der heutigen Oblast Kirow) im Nordwesten Russlands auf. Sein Vater Stepan Iwanowitsch heiratete im Februar 1897 Jewdokija Stepanowna Mergassowa. Bei der Geburt der Tochter Mascha starb sie 1899 und ließ den zweijährigen Iwan zurück. Die Erziehung übernahm fortan seine Tante Klawdija. Stepan Iwanowitsch heiratete in zweiter Ehe Praskowja Iwanowna. Bereits mit sechs Jahren half Iwan Stepanowitsch seinem ältesten Bruder bei den schweren Landarbeiten. Er absolvierte die zweijährige Semstwo-Schule und 1910 die vierjährige Nikolajewsker-Puschemskojer Schule im Dorf Schtschetkino. Konew hatte nur eine sporadische Schulbildung und arbeitete ab seinem 15. Lebensjahr als Saisonarbeiter in Sägewerken in Podossinowez und Archangelsk.

### Frühe Militärkarriere
Konew meldete sich im Ersten Weltkrieg ab 1916 als Kriegsfreiwilliger und diente als Unteroffizier eines Artillerieregiments an der Front in Galizien. Nach der Oktoberrevolution 1917 diente er bei der Roten Armee, wurde Mitglied der KPdSU und Kommissar des Kreises Nikolsk. Während des Bürgerkriegs von 1918 bis 1920 war er zunächst Kommissar eines Panzerzuges, später dann einer Schützenbrigade. Konew kämpfte in der Fernostarmee gegen die Truppen des „weißen“ Befehlshabers Koltschak sowie 1921 bei der Niederschlagung des Kronstädter Matrosenaufstandes.
Von 1926 bis 1928 war er Kommandeur des 50. Schützen-Regiments der 17. Schützen-Division in Nischni Nowgorod. Von Januar bis März 1930 befand er sich in Moskau und übernahm dann die stellvertretende Führung der 17. Schützen-Division. 1934 absolvierte er die Frunse-Militärakademie und wurde dann Politkommissar der 37. Schützen-Division im Militärbezirk Belorus. Im Jahr 1936 war er Befehlshaber der zweiten Schützendivision von Belorus. Er wurde dann als Militärberater in die Mongolei entsandt und führte im Frühjahr 1938 das dort formierte selbständige 57. Schützenkorps. Von Juli 1938 bis Juni 1940 kommandierte er die 2. Rotbanner-Armee im Militärbezirk Fernost. Juni 1940 hatte er mit einer Beförderung zum Generalleutnant das Kommando über den Trans-Baikal-Militärbezirk und ab Januar 1941 über den Nordkaukasus-Militärbezirk erhalten.

### Im Deutsch-Sowjetischen Krieg
Kurz vor Beginn des deutschen Angriffs auf die Sowjetunion hatte Konew am 13. Juni 1941 das Kommando der neu aufgestellten 19. Armee übernommen, welche im Juli von der Südwestfront zur Westfront verschoben wurde. Im August und September zeichnete er sich in der Kesselschlacht bei Smolensk aus und führte starke Gegenangriffe auf Duchowschtschina durch. Am 11. September 1941 wurde er zum Generaloberst befördert und als Nachfolger Timoschenkos zum Oberbefehlshaber der Westfront ernannt. Danach nahm er ab dem 17. Oktober 1941 als Oberbefehlshaber der Kalininer Front an den entscheidenden Operationen in der Schlacht um Moskau teil.
Von September 1942 bis März 1943 war Konew erneut Befehlshaber der Westfront, ab März 1943 kommandierte er kurzfristig die Nordwestfront. In der Schlacht im Kursker Bogen im Juli 1943 befehligte er die Steppenfront, die als strategische Reserve gegen die deutsche 4. Panzerarmee am südlichen Frontabschnitt, u. a. bei Prochorowka, zum Einsatz kam. Im August 1943 wurde er Armeegeneral. Seine Front wurde im Oktober 1943 in 2. Ukrainische Front umbenannt und wurde während der Dnjepr-Karpaten Operation gegen Kirowograd angesetzt, das Konews Truppen am 8. Januar 1944 befreien konnten.

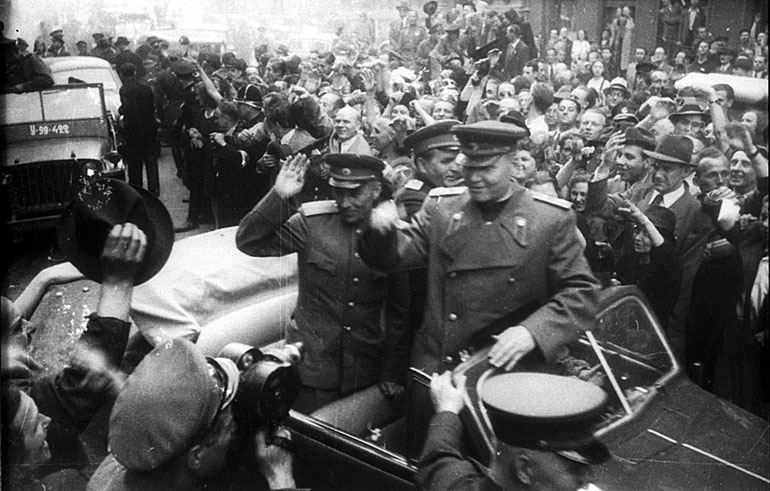
Konew in Prag, 1945

Konew wurde im Februar 1944 zum Marschall der Sowjetunion befördert. Er übernahm im Mai 1944 als Kommandeur die 1. Ukrainische Front, die in der Lwiw-Sandomierz-Operation am 27. Juli 1944 Lwiw eroberte und am 29. Juli die Weichsel erreichte. Aus dem dort gewonnenen Brückenkopf bei Baranow traten ihre Truppen am 12. Januar 1945 zur Großoffensive an, nahmen eine Woche später Krakau und kontrollierten Ende Februar 1945 ganz Schlesien.
Bekannt wurde Konew vor allem durch die Befreiung der letzten Insassen des KZ Auschwitz am 27. Januar 1945. Am 16. April 1945 eröffnete Konew die Schlacht um Berlin, die letztlich jedoch von seinem „Rivalen“ (in der Hinsicht, dass beide die feindliche Hauptstadt erobern wollten) Marschall Schukow geschlagen wurde. Bei Torgau traf er mit seinen Truppen am 25. April das erste Mal auf US-Truppen.
Danach befehligte er seine Verbände in Richtung Böhmen, wo sie am 9. Mai 1945 Prag besetzten. Konew marschierte unter großem Jubel der Bevölkerung in Prag ein. Obwohl die Übernahme der bereits freien Stadt kampflos erfolgte, ging er als Befreier in die offizielle tschechoslowakische Geschichtsschreibung ein.
Zu diesem Zeitpunkt blieb der Öffentlichkeit allerdings verborgen, dass Konew im Zusammenhang mit der „Befreiung“ für zahlreiche Kriegsverbrechen verantwortlich war, und zwar nicht nur an Deutschen, sondern auch an Tschechen. So ließ er unter anderem am ersten Tag des Friedens trotz des Waffenstillstands auf dem Rückweg befindliche Wehrmachtseinheiten beschießen und befahl die Bombardierung mehrerer tschechischer Städte. In der Folgezeit veranlasste Konew die Verschleppung von mehr als zehntausend Tschechen durch die SMERSch in Straf- und Arbeitslager. Unter ihnen befanden sich tschechoslowakische Bürger mit ehemaliger russischer Staatsbürgerschaft, die seit der bolschewistischen Revolution 1917 in der Tschechoslowakei im Exil gewesen waren, darunter der ehemalige zaristische Offizier und spätere tschechoslowakische General Sergej Vojcechovský. Diese Vorgänge wurden jedoch erst im Gefolge des Zerfalls der Sowjetunion bekannt; worauf das vormals sorgsam gepflegte positive Bild Konews ernsthafte Risse bekam und seine Person zunehmend kritischer beurteilt wurde.

### Nach 1945
Die ersten beiden Nachkriegsjahre hatte er den Oberbefehl der zentralen Gruppe der sowjetischen Landstreitkräfte in Österreich und Ungarn inne, die folgenden 10 Jahre den über alle sowjetischen Landstreitkräfte. 1955 bis 1960 war er „Oberkommandierender der Streitkräfte des Warschauer Vertrages“ und Stellvertreter des sowjetischen Verteidigungsministers. In dieser Funktion ließ er den Volksaufstand in Ungarn niederschlagen. Auf dem Höhepunkt der Berlinkrise 1961 und 1962 war Konew Oberkommandierender der Gruppe der Sowjetischen Streitkräfte in Deutschland. Die Schließung der Grenzen der DDR zu den Westsektoren Berlins, die dem Beginn des Mauerbaus unmittelbar vorausging, wurde von ihm und seinen Streitkräften militärisch kontrolliert. 1963 wurde er zum Chefinspektor des Verteidigungsministeriums ernannt.

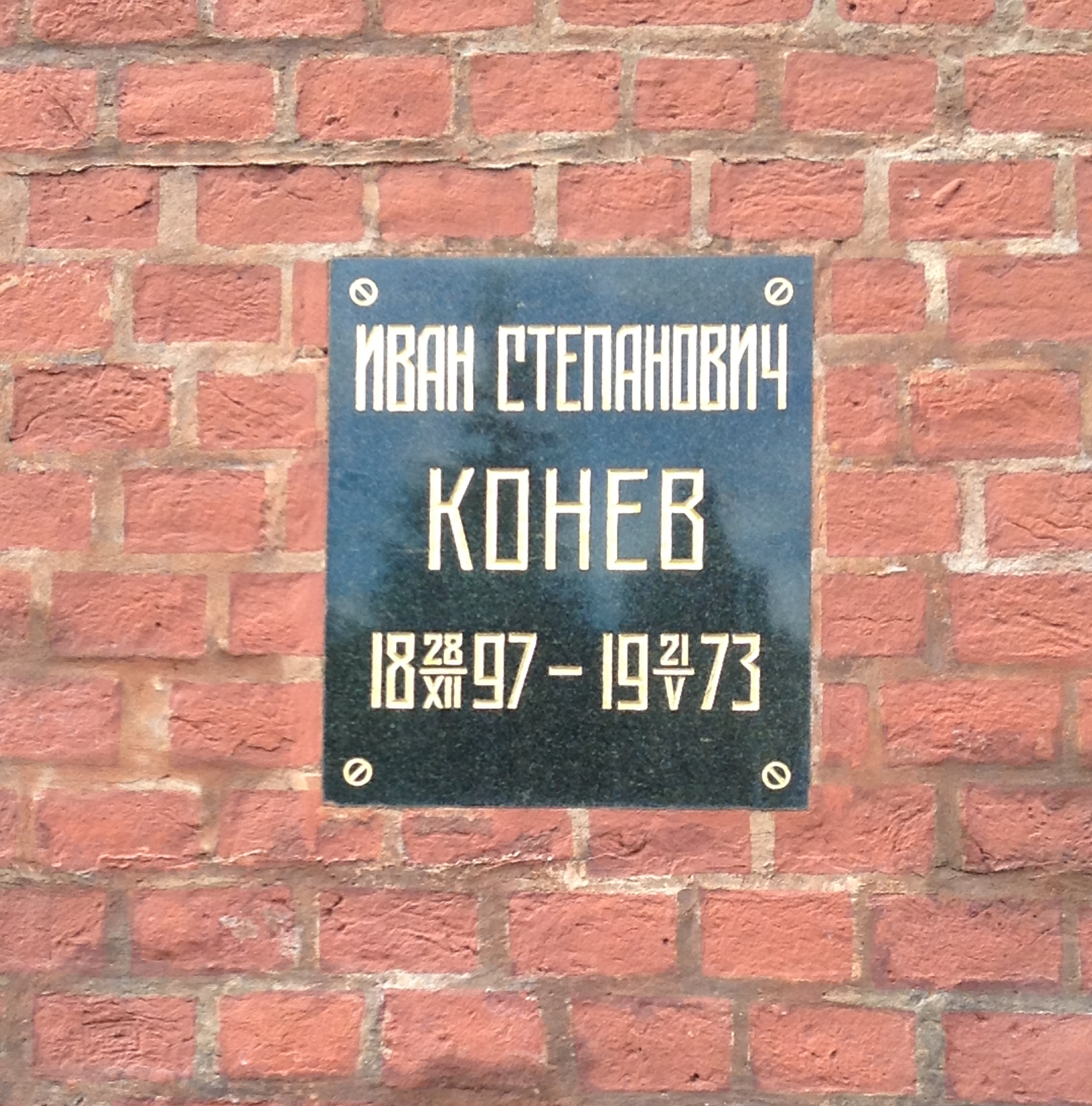
Urnengrab von Konew

Konew war Mitglied des Obersten Sowjets und gehörte dem Zentralkomitee der KPdSU an.
Er war zweimal verheiratet und hatte aus den beiden Ehen insgesamt drei Kinder: einen Sohn und zwei Töchter, darunter Natalija Konewa (* 1947), Leiterin der russischen Behörde für Kriegsdenkmäler.

## Ehrungen
- Nach seinem Tod (1973) wurde Konews Urne in der Kremlmauer in Moskau beigesetzt.
- Zweimal (1944, 1945) erhielt er die Auszeichnung Held der Sowjetunion.
- Um die 50 weitere Orden wurden ihm verliehen.
- Er wurde Ehrenbürger von Bălți, Kirowograd und Twer sowie von (Ost-)Berlin (1965–1992).
- Seinen Namen erhielten
  - die Höhere Militärische Kommandoschule des Verteidigungsministeriums von Kasachstan in Alma-Ata,
  - über 20 Straßen in Russland, Ukraine, Republik Moldau und Tschechien,
  - ein Schiff der Marine der Sowjetunion.
  - eine polytechnische Oberschule in Döbeln (1987)
  - ein Airbus A350 mit der Bordnummer RA-73153 der Aeroflot[6]

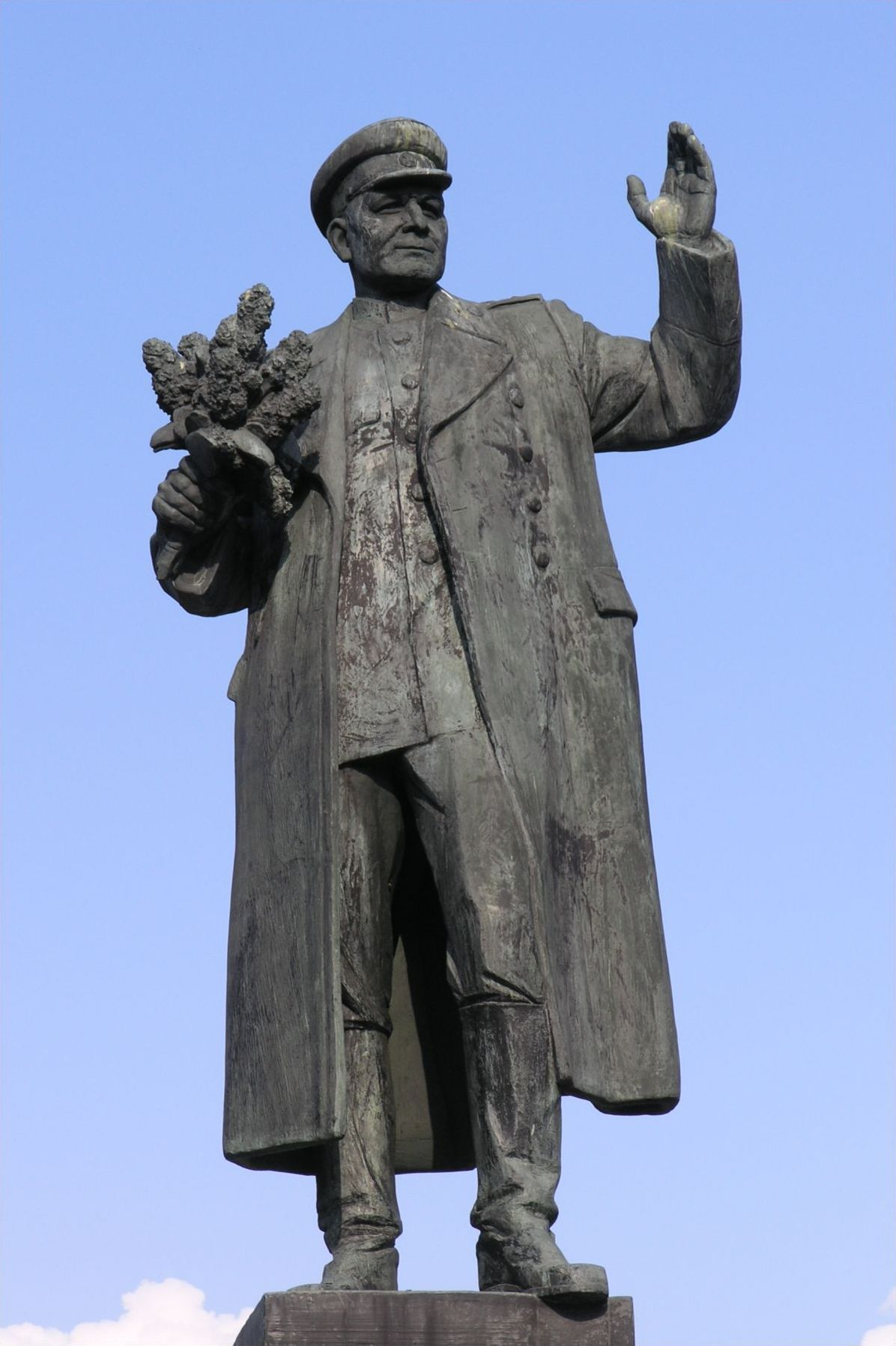
Konew-Statue in Prag, 2020 entfernt

- Eine 1980, zur Zeit der sogenannten Normalisierung in der Tschechoslowakei, errichtete Statue Konews in Prag war jahrelang immer wieder Ziel von Vandalismus. Die Beschmierungen in roter Farbe wiesen auf Konews unrühmliche Rolle in der Nachkriegszeit hin. Die zuständige Verwaltung des Bezirks Prag 6 unterließ zunächst die Säuberung der Statue, verhüllte sie schließlich und sperrte den Standort ab. Der Bezirksbürgermeister schlug vor, die Statue auf dem Gebiet der russischen Botschaft aufzustellen. Jiří Ovčáček, der Sprecher des tschechischen Staatspräsidenten Miloš Zeman, nannte die Absperrung „absurd“ und erinnerte an die Verdienste, die Konew sich erworben habe. Konews Tochter Natalija Konewa forderte in ihrer Funktion als Leiterin der russischen Behörde für Kriegsdenkmäler, die Statue zum Schutz vor weiterem Vandalismus nach Russland zu bringen. Der Rat des Stadtbezirkes hatte inzwischen beschlossen, die Statue einem Museum zu übergeben und an dessen Stelle ein Mahnmal für alle Befreier Prags zu errichten. Präsident Miloš Zeman bezeichnete diese Entscheidung als „Schande“, da das Denkmal auch für die sowjetischen Soldaten stünde, die bei der Befreiung Prags und der Tschechoslowakei ihr Leben verloren hatten.[7] Trotzdem wurde Konews Statue am 3. April 2020 entfernt[8] und in einem Depot eingelagert. Der russische Verteidigungsminister Sergei Schoigu forderte daraufhin, die für die Entfernung des Denkmals verantwortlichen Amtsträger strafrechtlich verfolgen zu lassen.[9] Das tschechische Außenministerium lehnte die Forderung nach Verfolgung gewählter politischer Vertreter durch einen fremden Staat als unzulässig ab.[10] Ab 27./29. April 2020 wurden vor dem Hintergrund der Auseinandersetzung um die Statue „tschechische Behörden drei Politiker unter Polizeischutz gestellt, weil es mutmaßlich russische Mordpläne gegen sie geben“ solle. Es waren dies: Ondřej Kolář, Bürgermeister des 6. Prager Bezirks, Zdeněk Hřib, Prager Oberbürgermeister, und Pavel Novotný, Bürgermeister eines weiteren Prager Bezirks.[11] 2023 wurde die Umbenennung der Koněvova-Straße im Stadtteil Žižkov beschlossen. Die Straße wird ab dem 1. Oktober 2023 künftig den Namen von Karel Hartig tragen, dem ersten Bürgermeister des Stadtteils.[12]
- Eine Gedenktafel an der Einfriedung von Schloss Wackerbarth erinnert noch heute an das Treffen sowjetischer Militärs (Anastas I. Mikojan und Iwan S. Konew) mit antifaschistischen deutschen Politikern (Hermann Matern, Kurt Fischer und Rudolf Friedrichs) vom 8. Mai 1945.
- Eine Uniform Konews ist Exponat im Museum zum Kessel von Korsun.